# Panesthia plagiata
Panesthia plagiata es una especie de cucaracha del género Panesthia, familia Blaberidae.

## Distribución
Esta especie se encuentra en Sri Lanka.